# Lythria cruentata
Lythria cruentata är en fjärilsart som beskrevs av Scopoli sensu Borkhausen 1794. Lythria cruentata ingår i släktet Lythria och familjen mätare. Inga underarter finns listade i Catalogue of Life.